# 王甲
王甲（前6世纪？—前489年），中国春秋时期齐国大夫。
王甲是齊景公的宠臣。前490年，齐景公去世，让王甲、江说、王豹辅立自己的幼子孺子荼。前489年十月二十四日，陈僖子田乞从鲁国迎立公子阳生为国君。公子阳生即位为齐悼公，让齐景公的妾室胡姬带着孺子荼到赖地（今山东省济南市章丘区西北）去，把孺子荼的母亲鬻姒送到别处，杀死王甲，拘捕江说，把王豹囚禁在句窦之丘。